# اورک (هلند)
اورک (به هلندی: Urk) یک منطقهٔ مسکونی در هلند است که در فلیوولاند واقع شده‌است. اورک ۰ متر بالاتر از سطح دریا واقع شده‌است.